# Овчеполская операция
Овчеполская операция (серб. Битка на Овчем Пољу, болг. Овчеполска операция) — военная операция в ходе Первой мировой войны. После вступления в Первую мировую войну болгарская армия вторглась на территорию Сербии и в результате наступления 14 октября — 15 ноября 1915 года в Македонии 2-й армии болгар удалось выполнить задачу и отрезать сербскую армию от союзников в Салониках.

## Ход сражения
После вступления Болгарии в Первую мировую войну болгарские войска вторглись на территорию Сербии. Одновременно с наступлением 1-й армии в долину реки Моравы 2-я армия под командованием генерал-лейтенанта Георгия Тодорова (3-я Балканская пехотная, 7-я Рильская пехотная и кавалерийская дивизии - около 70 000 человек и 220 орудий) имела задачу разгрома ограниченных сил противника в Македонии (Вардарская и Брегалнишская дивизии - 40 000 человек с 78 орудиями), чтобы выходом в долину реки Вардар перерезать связь сербской армии с высадившимся в Салониках экспедиционным корпусом франко-британских войск. Оперативный план предусматривал два удара: главный - 3-й дивизией из района Кюстендила, и другой - 7-й дивизией из района Горна Джумая в общем направлении на Куманово, чтобы отразить и разгромить силы противника на его основная позиция возле Кривой Паланки и Царево Села.
2-я армия, перейдя государственную границу, быстро продвинулась вглубь сербской территории. Главный удар пехотных подразделений болгары нанесли в район Куманова, где сербские войска потерпели поражение. Затем кавалерийская дивизия болгар, ведя бои с сербами, достигла реки Вардар и захватила Велес. Таким образом болгарские войска выполнили задачу, отрезав Сербию от союзников в Салониках.
Далее 2-я армия получила приказ не допустить соединения сербских и англо-французских войск и помощи сербам со стороны союзников.